# Teo (sanger)
Teo (egl. Juryj Vasjtjuk, hviderussisk: Юрый Аляксеевіч Вашчук tr. Juryj Aljaksejevitj Vasjtjuk ; russisk: Юрий Алексеевич Ващук tr. Jurij Aleksejevitj Vasjtjuk ; engelsk: Yuriy Vaschuk, født 24. januar 1983, i Khidry, Hviderussiske SSR, Sovjetunionen) er en hviderussisk sanger. Han deltog den 10. januar 2014 i den hviderussiske forhåndsudvælgelse til Eurovision Song Contest 2014 med nummeret "Cheesecake". Efter afstemningen stod det lige mellem den og en anden sang, men juryen afgjorde sagen til Teos fordel. Ved Eurovision Song Contest i København gik sangen videre fra den anden semifinale den 8. maj og nåede senere en 16. plads i finalen to dage senere.